# Dudo van Saint-Quentin
Dudo of Dudon (Saint-Quentin, 965 - voor 1043) was een Frankisch historicus, en de deken van Saint-Quentin, Hij werd in 986 door Albert I van Vermandois met een boodschap naar  Richard I, hertog van Normandië gezonden. Hij slaagde in zijn missie en liet een zeer gunstige indruk achter bij het Normandische hof. Daarna verbleef hij een aantal jaren in Normandië. Tijdens een tweede verblijf in Normandië schreef Dudo van Saint-Quentin "De moribus", een geschiedenis over de Normandiërs, een taak waar hertog Richard zeer sterk bij hem op had aangedrongen. Verder is weinig over zijn leven bekend, behalve dat hij vóór 1043 moet zijn overleden.